# Campo Gastélum
Campo Gastélum är en ort i Mexiko.   Den ligger i kommunen Ahome och delstaten Sinaloa, i den västra delen av landet, 1 300 km nordväst om huvudstaden Mexico City. Campo Gastélum ligger 15 meter över havet och antalet invånare är 402.
Terrängen runt Campo Gastélum är platt åt sydväst, men åt nordost är den kuperad. Runt Campo Gastélum är det ganska tätbefolkat, med 83 invånare per kvadratkilometer. Närmaste större samhälle är Ahome, 2,8 km söder om Campo Gastélum. Trakten runt Campo Gastélum består till största delen av jordbruksmark.